# ТЭС-3
ТЭС-3 — транспортабельная атомная электростанция, перевозимая на четырёх самоходных гусеничных шасси, созданных на базе тяжёлого танка Т-10. ТЭС-3 была разработана в Лаборатории «В» (Физико-энергетическом институте Обнинска). Шасси (объект 27) было разработано в ОКБ Кировского завода путём удлинения шасси танка Т-10 (и, соответственно, увеличением числа опорных катков до 10) и увеличения ширины гусениц для сохранения удельного давления на грунт в необходимых пределах.
Тепловая мощность двухконтурного гетерогенного водо-водяного реактора, установленного на двух самоходах — 8,8 МВт (электрическая, с генераторов — 1,5 МВт). На двух других самоходных установках располагались турбины, генератор и остальное оборудование.
Помимо использования гусеничного шасси, также имелась возможность транспортировки электростанции на железнодорожных платформах.
ТЭС-3 вступила в опытную эксплуатацию в 1961 году. Впоследствии программа была свёрнута. В 1980-х годах дальнейшее развитие идея транспортабельных крупноблочных атомных электростанций небольшой мощности получила в виде ТЭС-7 и ТЭС-8.